# مارتینا فاوارتو
مارتینا فاوارتو (ایتالیایی: Martina Favaretto؛ زادهٔ ۱۵ نوامبر ۲۰۰۱) شمشیرباز زن اهل ایتالیا است.